# نيل سيمون
مارفن نيل سيمون (بالإنجليزية: Marvin Neil Simon)‏ (4 يوليو 1927-26 أغسطس 2018) كان كاتبًا مسرحيًا أمريكيًا وكاتب سيناريو ومؤلفًا. كتب أكثر من 30 مسرحية، ونفس العدد تقريبًا من نصوص الأفلام السينمائية التي اقتبسها من مسرحياته. رُشِّح سيمون لجائزتي الأوسكار وتوني مجتمعتين أكثر من أي كاتب آخر.
نشأ سيمون في مدينة نيويورك خلال فترة الكساد الكبير. أثرت مشاكل والديه المالية على زواجهما، فجعل ذلك معظم فترة طفولته غير سعيدة ومضطربة. غالبًا ما لجأ إلى دور السينما حيث كان يستمتع بمشاهدة الكوميديين الأوائل مثل تشارلي تشابلن. بدأ في كتابة النصوص الكوميدية للبرامج الإذاعية والبرامج التلفزيونية الشعبية المبكرة، وذلك بعد تخرجه من المدرسة الثانوية وقضاء بضع سنوات في احتياطي القوات الجوية لجيش الولايات المتحدة. شملت هذه النصوص الكوميدية برنامج المنوعات يور شو أوف شادوز (إذ عمل في عام 1950 إلى جانب كتاب شباب آخرين بما في ذلك كارل راينر وميل بروكس وسلمى دايموند)، وذا فيل سيلفرز شو الذي استمر عرضه منذ عام 1955 حتى عام 1959.
كانت أول مسرحية له بعنوان كوم بلو يور هورن (1961)، واستغرقه الأمر ثلاث سنوات لإكمالها وعُرِضت 678 مرة على مسرح برودواي. كتب بعدها مسرحيتين ناجحتين وهما بيرفوت إين ذا بارك (1963) وذا أودّ كوبل (1965) التي أدت إلى فوزه بجائزة توني. جعله ذلك من المشاهير الوطنيين و«الكاتب المسرحي الجديد الأكثر إثارة في برودواي». استمر بكتابة الأعمال المسرحية والسينمائية من ستينيات إلى ثمانينيات القرن العشرين. استندت بعض أعماله السينمائية إلى أعماله المسرحية الخاصة. تنوع أسلوبه بين المهزلة والكوميديا الرومانسية إلى الكوميديا الدرامية الأكثر جدية. حصل بشكل عام على 17 ترشيحًا لجائزة توني وفاز بثلاث منها. كانت لديه أربعة إنتاجات ناجحة عُرِضت في برودواي في نفس الوقت في عام 1966؛ وأصبح في عام 1983 الكاتب المسرحي الوحيد الذي يملك مسرحًا في نيويورك باسمه (مسرح نيل سيمون) الذي سُمِّي على شرفه.

## الشخصيات
قالت كوبرينس إنه عادة ما كانت شخصيات سيمون «شخصيات ناقصة وغير بطولية ذات قلوب بيضاء»، وربطت أسلوب سيمون الكوميدي بأسلوب الكاتب المسرحي اليوناني ميناندر. استخدم ميناندر، مثل سيمون، أيضًا الأشخاص العاديين في ظروف الحياة الأسرية، ومزج الفكاهة والمأساة في مواضيعه. اعتمدت العديد من مسرحيات سيمون الأكثر تميزًا على المشاهد الثنائية (التي تُظهر شخصيتين في نفس المشهد)، كما هو الحال في أجزاء من مسرحيتي كاليفورنيا سويت وبلازا سويت.
حاول سيمون إنشاء صورة لشخصياته قبل الكتابة عنها. قال إن مسرحية ستار سبانغلد غيرل، التي فشلت في شباك التذاكر، كانت «المسرحية الوحيدة التي كتبتها على الإطلاق التي لم يكن لدي صورة مرئية واضحة للشخصيات في ذهني عندما جلست أمام الآلة الكاتبة». اعتبر سيمون أن «بناء الشخصية» واجب، وأشار إلى أن «الخدعة تتجسد بإنجاز ذلك بمهارة». خلق العديد من الكتاب الآخرين شخصيات حية، ولكنهم لم يقتربوا مما فعله سيمون، وذكر كاتب السيرة الذاتية روبرت جونسون أنه «لم يكن لسايمون نظراء بين الكتاب المسرحيين الكوميديين المعاصرين».
غالبًا ما أضحكت شخصيات سيمون الجمهور بالردود السريعة الفكاهية، والتي يمكن تصديقها من خلال كتابة سايمون الماهرة للحوار. أعاد سيمون إنتاج الحوار «بمهارة» لدرجة أن شخصياته عادة ما كانت مقنعة، وكان من السهل على الجماهير التعرف والضحك عليها. عبّرت شخصياته أيضًا عن «مخاوف البشر الجدية والمستمرة، وذلك بدلاً من الأدوات الموضعية البحتة». أشار ماكغفرن إلى أن شخصيات سيمون بعيدة دائمًا عن الزيف والسطحية واللاأخلاقية»، وأضاف أنها تعبر أحيانًا عن «النقد الصريح والضمني للحياة الحضرية الحديثة من ناحية ضغوطها وفراغها وماديتها»، ولم تظهر شخصياته أيضًا بصورة تتعدى فيها على المجتمع.

## روابط خارجية
- نيل سيمون على موقع IMDb (الإنجليزية)
- نيل سيمون على موقع الموسوعة البريطانية (الإنجليزية)
- نيل سيمون على موقع مونزينجر (الألمانية)
- نيل سيمون على موقع ألو سيني (الفرنسية)
- نيل سيمون على موقع ميوزك برينز (الإنجليزية)
- نيل سيمون على موقع أول موفي (الإنجليزية)
- نيل سيمون على موقع قاعدة بيانات برودواي على الإنترنت (الإنجليزية)
- نيل سيمون على موقع قاعدة بيانات الأفلام السويدية (السويدية)
- نيل سيمون على موقع إن إن دي بي (الإنجليزية)
- نيل سيمون على موقع قاعدة بيانات الفيلم (الإنجليزية)